# Горна празна вена
Горната празна (куха) вена (v. cava superior) е къса, но с голям диаметър вена, която пренася дезоксидираната кръв от горната половина на тялото към дясното предсърдие на сърцето. Разполага се изцяло в предното средостение, надясно и назад от възходящата аорта, като се образува от сливането на лявата и дясната главово-мишнична вена. В нея се влива и нечифтната вена, събираща кръвта от гръдната стена.